# Hugh Banton
Hugh Banton (Yeovil, Anglaterra, abril de 1949) és un organista i teclista britànic que és conegut per ser membre de la banda anglesa Van der Graaf Generator.
Va aprendre a tocar el piano a l'edat de quatre anys, una afició que va agafar de son pare. Els seus referents són força eclèctics, de la música clàssica fins a la música pop i rock.
El maig de 1968 va conèixer a Peter Hammill i Chris Judge Smith, que feia poc que havien arribat a Londres amb el seu nou grup, i Banton els convencé per formar-ne part gràcies a la seva habilitat com a organista. Poc després, la baixa de Nic Potter causà que Banton s'encarregàs també del baix, que suplí amb uns pedals ad hoc.
Després de deu anys, set àlbums d'estudi i una ruptura de dos anys, Banton abandonà el grup definitivament el 1977, just després que sortís World Record i un any abans de la separació definitiva del grup. No obstant això, el contacte amb la resta de membres no cessà, i així continuà de col·laborar principalment en la carrera en solitari de Hammill. De tota manera, a partir del moment que abandonà el grup, Banton se centrà en la creació i instal·lació d'orgues elèctrics, primer com a treballador per una empresa i més tard de manera independent.
El 2005, la banda es reuní, tot i que amb la baixa de David Jackson, i de llavors ençà Banton ha continuat vinculat al grup, que ha tret cinc nous àlbums en aquest nou període.